# Рідкодуб (Хрестівська міська громада)
Рідкодуб — селище в Україні, у Хрестівській міській громаді Горлівського району Донецької області. Населення складає 26 осіб.

## Загальні відомості
Відстань до райцентру становить близько 34 км і проходить автошляхом місцевого значення.
Селище розташоване при станції Рідкодуб. Залізницею подвляеться селище Рідкодуб Хрестівської міської громади, що розташоване на схід від залізниці, а на захід від залізниці розташоване селище Рідкодуб Вуглегірської міської громади.
На півночі землі селища межують із селищем Міус Алчевського району Луганської області.
Неподалік від села розташований ландшафтний заказник місцевого значення «Балка Скелева».
Через російську військову агресію проти України Рідкодуб перебуває під тимчасовою окупацією ОРДЛО.

## Історія

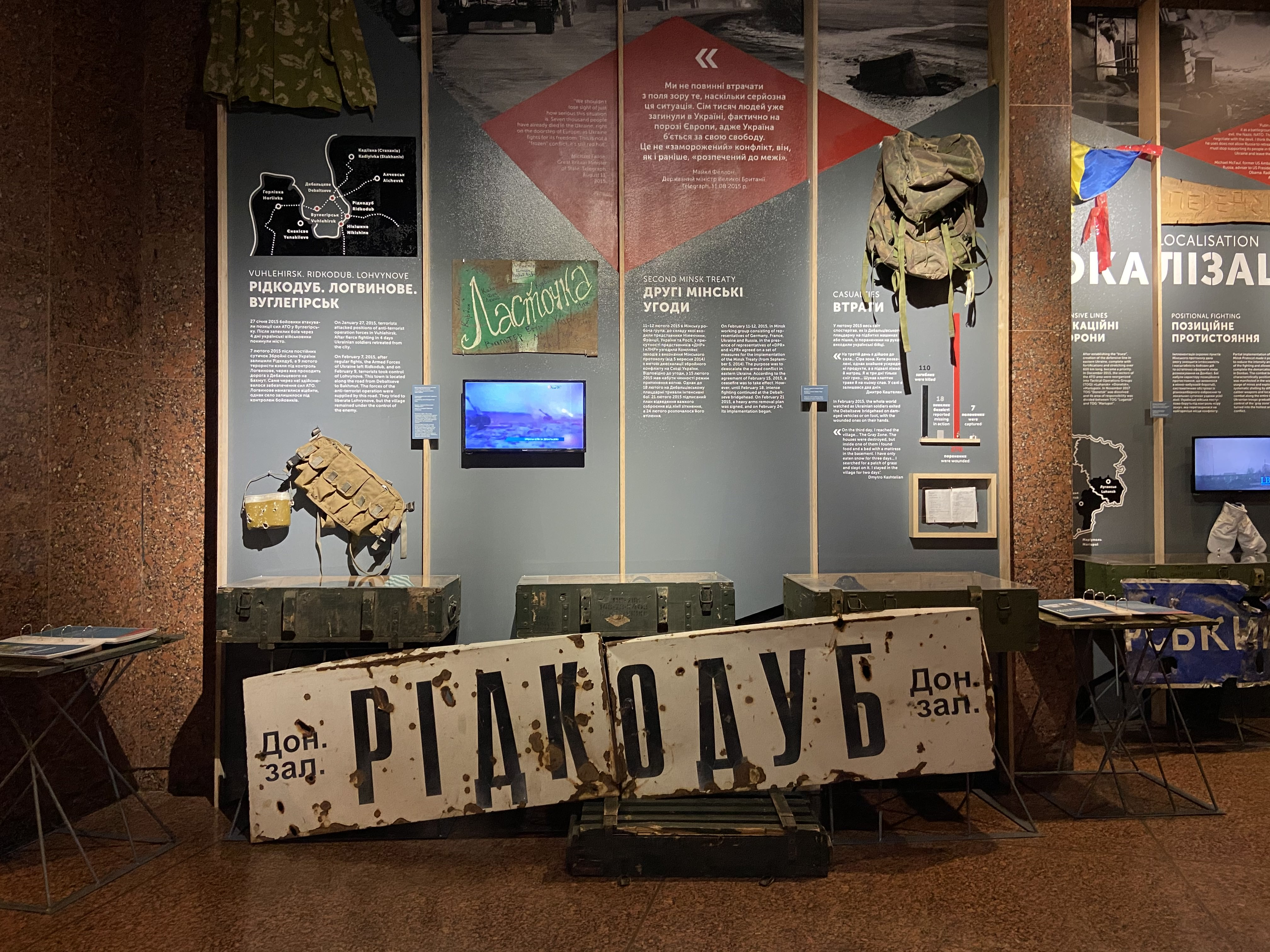
Вказівник залізничної станції Рідкодуб, що пошкоджений в ході боїв під час війни на сході України

У січні-лютому 2015 року під час війни на сході України населений пункт потрапив до зони бойових дій. У результаті боїв перейшов під контроль терористів «ДНР». 29 січня під час танкового бою з російськими збройними формуваннями під селом Рідкодуб загинув солдат батальйону «Київська Русь» В'ячеслав Єфіменко. 30 січня тут загинув український боєць, відставний майор розвідки Ігор Завірюхін і солдат 128-ї  гірсько-піхотної бригади ЗСУ Ігор Бойко. 31 січня під час евакуації поранених з району Нікішине — Рідкодуб колона військових машин потрапила у засідку, у бою загинули вояки батальйону «Київська Русь» Аркадій Голуб та Сергій Москаленко, сержант 128-ї бригади Андрій Прошак. 2 лютого під час транспортування набоїв, паливних матеріалів та харчових продуктів спільна група 25-го ОМПб та 128-ї ОГПБр потрапила в оточення, в селі Рідкодуб БТР військових було підірвано із засідки. Вояки прийняли бій, у якому загинули старшина Андрій Сабадаш, майор Віталій Шайдюк, старший солдат Сергій Гуріч, старший солдат Денис Гултур, солдат Сергій Макаренко зазнав контузії. 6 лютого загинули старший лейтенант Олексій Вакульчук, старшина Володимир Полупанов, молодший сержант Руслан Нищик, солдати Віталій Вергай та Олександр Грицай. Того ж дня зазнав поранення та зник безвісти під час артилерійського обстрілу терористами поблизу селища Рідкодуб старший солдат 30-ї бригади Олексій Буслаєв — загін висувався на завдання розблокувати оточену 128-му бригаду, потрапили в засідку, лейтенант Микола Микитюк корегував загороджувальний артилерійський вогонь. Тоді ж загинув солдат Вадим Новак. 7 лютого поблизу Рідкодуба внаслідок мінометного обстрілу загинув молодший сержант 15-го гірськопіхотного батальйону Максим Рябко, 8 лютого під час відводу підрозділу із Рідкодуба — солдат Андрій Палай.

## Населення

### Мова
Розподіл населення за рідною мовою за даними перепису 2001 року:
| Мова       | Кількість | Відсоток |
| ---------- | --------- | -------- |
| українська | 16        | 61.54%   |
| російська  | 10        | 38.46%   |
| Усього     | 26        | 100%     |